# Ceramius braunsi
Ceramius braunsi är en stekelart som beskrevs av Turner 1935. Ceramius braunsi ingår i släktet Ceramius och familjen Masaridae. Inga underarter finns listade.